# Mistrzostwa Świata w biegu 24-godzinnym 2010
8. Mistrzostwa Świata w biegu 24-godzinnym 2010 – zawody lekkoatletyczne, które odbyły się 13 i 14 maja 2010 w Brive, Francja.

## Medaliści
|                         | 1. miejsce                                                               | Rezultat   | 2. miejsce                                                                     | Rezultat   | 3. miejsce                                                                     | Rezultat   |
| Mężczyźni indywidualnie | Shingo Inoue                                                             | 273,708 km | Scott Jurek                                                                    | 266,677 km | Ivan Cudin                                                                     | 263,841 km |
| Mężczyźni drużynowo     | Japonia 1. Shingo Inoue · 2. Yuji Sakai · 3. Masahiko Honda              | 778,678 km | Włochy 1. Ivan Cudin · 2. Ulrich Gross · 3. Tiziano Marchesi                   | 758,932 km | Stany Zjednoczone 1. Scott Jurek · 2. Michael Henze · 3. Serge Arbona          | 757,468 km |
| Kobiety indywidualnie   | Anne-Cecile Fontaine                                                     | 239,797 km | Monica Casiraghi                                                               | 231,390 km | Julia Alter                                                                    | 230,258 km |
| Kobiety drużynowo       | Francja 1. Anne-Cecile Fontaine · 2. Sylvie Peuch · 3. Anne-Marie Vernet | 685,800 km | Włochy 1. Monica Casiraghi · 2. Annemarie Gross · 3. Lorena Antonietta Di Vito | 658,112 km | Australia 1. Sharon Scholz · 2. Meredith Quinlan · 3. Susannah Harvey-Jamieson | 654,863 km |

## Reprezentacja Polski

### Mężczyźni
Drużyna mężczyzn zajęła 23. miejsce z wynikiem 538,493 km
| Miejsce | Zawodnik             | Klub                 | Rezultat   |
| 67.     | August Jakubik       | TL Pogoń Ruda Śląska | 208,338 km |
| 104.    | Adam Jagieła         | KS AZS AWF Katowice  | 174,485 km |
| 120.    | Marcin Sieja         | Agros Żary           | 155,670 km |
| 135.    | Czesław Macherzyński | KKB Dystans Kraków   | 129,339 km |
| 151.    | Wojciech Pismenko    | KL Bałtyk Koszalin   | 60,378 km  |